# District de la Vallée
Pour les articles homonymes, voir La Vallée (homonymie).

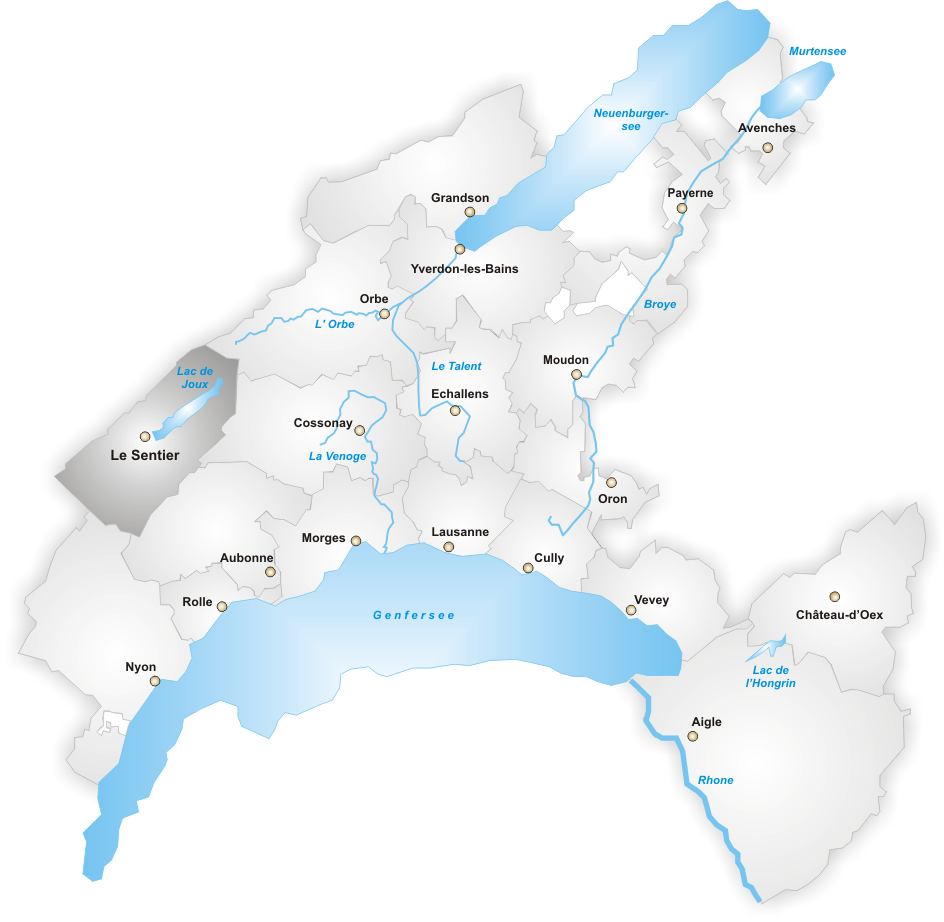
Localisation du district.

Le district de la Vallée est l'un des 19 anciens districts du canton de Vaud.
Les communes du district se composent de villages, qui ont la particularité de posséder un pouvoir administratif et politique normalement dévolu à la commune. Il a disparu le 1er janvier 2008 à la suite de la réorganisation territoriale du canton de Vaud, les deux cercles et trois communes, ainsi que les villages – sept fractions de commune et deux sociétés d'intérêt public – le composant se retrouvant incorporés dans le nouveau district du Jura-Nord vaudois.

## Cercles et communes
- Cercle du Chenit
  - Le Chenit
    - Derrière-la-Côte (société d'intérêt public)[1]
    - L'Orient (fraction de commune)
    - Le Brassus (fraction de commune)
    - Le Sentier (fraction de commune)
    - Le Solliat (société d'intérêt public)[2]

- Cercle du Pont
  - L'Abbaye
    - L'Abbaye (fraction de commune)
    - Les Bioux (fraction de commune)
    - Le Pont (fraction de commune)

  - Le Lieu
    - Le Séchey (fraction de commune)
    - Le Lieu (fraction de commune jusqu'en 2004)
    - Les Charbonnières (fraction de commune jusqu'en 2010)